# Yuri Casermeiro
Yuri Casermeiro (Córdoba, 12 marzo 2002) è un calciatore argentino, difensore del Central Córdoba (SdE).

## Caratteristiche tecniche
È un difensore centrale.

## Carriera
Cresciuto nel settore giovanile del Belgrano, nell'estate del 2023 è stato ceduto in prestito ai messicani dell'Oaxaca ed il 26 ottobre ha debuttato a livello professionistico nell'incontro di Liga de Expansión MX (seconda divisione messicana) perso 3-1 contro il Tepatitlán. Rientrato in Argentina nel gennaio del 2024 senza aver giocato ulteriori partite ufficiali oltre a quella d'esordio, ha ricevuto una sola convocazione con la prima squadra nel mese di aprile, per poi passare a titolo definitivo al Central Córdoba (SdE) a luglio. Con i bianconeri ha esordito nella prima divisione argentina ed ha vinto la Copa Argentina 2024, venendo poi riconfermato in rosa anche per il 2025, annata in cui ha esordito anche nelle competizioni continentali CONMEBOL, prendendo parte alla Coppa Libertadores 2025.

## Statistiche

### Presenze e reti nei club
Statistiche aggiornate al 2 maggio 2025.
| Stagione                     | Squadra                      | Campionato                   | Campionato | Campionato | Coppe nazionali | Coppe nazionali | Coppe nazionali | Coppe continentali | Coppe continentali | Coppe continentali | Altre coppe | Altre coppe | Altre coppe | Totale | Totale | Totale |
| Stagione                     | Squadra                      | Comp                         | Pres       | Reti       | Comp            | Pres            | Reti            | Comp               | Pres               | Reti               | Comp        | Pres        | Reti        | Pres   | Reti   |        |
| ---------------------------- | ---------------------------- | ---------------------------- | ---------- | ---------- | --------------- | --------------- | --------------- | ------------------ | ------------------ | ------------------ | ----------- | ----------- | ----------- | ------ | ------ | ------ |
| 2023-2024                    | Oaxaca                       | EMX                          | 1          | 0          | -               | -               | -               | -                  | -                  | -                  | -           | -           | -           | 1      | 0      |        |
| 2024                         | Belgrano                     | PD                           | 0          | 0          | CA+CdL          | 0               | 0               | CS                 | 0                  | 0                  | -           | -           | -           | 0      | 0      |        |
| 2024                         | Central Córdoba (SdE)        | PD                           | 2          | 0          | CA+CdL          | 0               | 0               | -                  | -                  | -                  | -           | -           | -           | 2      | 0      |        |
| 2025                         | Central Córdoba (SdE)        | PD                           | 5          | 0          | CA              | 0               | 0               | CL                 | 1                  | 0                  | SA          | -           | -           | 6      | 0      |        |
| Totale Central Córdoba (SdE) | Totale Central Córdoba (SdE) | Totale Central Córdoba (SdE) | 7          | 0          |                 | 0               | 0               |                    | 1                  | 0                  |             | -           | -           | 8      | 0      |        |
| Totale carriera              | Totale carriera              | Totale carriera              | 8          | 0          |                 | 0               | 0               |                    | 1                  | 0                  |             | -           | -           | 9      | 0      |        |

## Palmarès

### Club

#### Competizioni nazionali
- Copa Argentina: 1

Central Córdoba (SdE): 2024